# Karl Böhm von Böhmersheim
Karl Edler Böhm von Böhmersheim (seit 1891 Edler von Böhmersheim; * 26. Oktober 1827 in Horowitz, Böhmen; † 27. Mai 1902 in Mödling) war ein österreichischer Mediziner.
Karl Böhm besuchte das Gymnasium in Pilsen, begann in Prag zu studieren und studierte ab 1846 Medizin an der Universität Wien. Zu seinen akademischen Lehrern gehörten Josef Skoda, Carl von Rokitansky,  Franz Cölestin von Schneider, Franz Schuh und Franz von Pitha. 1851 wurde er zum Dr. med. und Dr. chir. promoviert. Danach wurde er Militärarzt und war Chefarzt im Garnisonsspital von Trient und den Militärspitälern in Verona. 1853 wurde er Assistent und 1859 Dozent am Josephinum in Wien. Gleichzeitig leitete er ab 1859 die Chirurgie im Garnisonsspital Nr. 1. Im Jahr 1860 wurde er Regimentsarzt und habilitierte sich 1861 in Instrumenten- und Bandagenlehre. 1864 wurde er außerordentlicher Professor für klinische Chirurgie am Josephinum und Mitglied des Militärsanitätskomitees. 1865 verließ er das Militär und wurde Leiter der 1. chirurgischen Abteilung und später der Gynäkologie an der Rudolfstiftung. 1866 wurde er dort provisorisch und 1870 endgültig Direktor. 1887 wurde er Direktor des Allgemeinen Krankenhauses in Wien. 1889 wurde er Hofrat. 1896 ging er in den Ruhestand. 1897 wurde er Mitglied des Obersten Sanitätsrats.
Er bemühte sich, nachdem er unter anderem in Militärhospitälern zahlreiche Missstände beobachtet hatte, um die Verbesserung der Hygiene (Einführung von Desinfektionsapparaten) und der Heizung und Belüftung in Spitälern wie der Rudolfstiftung und dem Israelitischen Krankenhaus in Wien, der Gebäranstalt in Prag und den Militärhospitälern in Triest, München und Heidelberg. Außerdem installierte er in großen Bauten in Wien wie der Hofoper, dem Hofburgtheater, der Universität und Kunstgewerbeschule und den Hofmuseen Ventilationseinrichtungen.
Er veröffentlichte über Krankenhäuser, Therapie von Knochenbrüchen, über Gipsverbände, Transportfähigkeit von Patienten und Operation von Gebärmuttervorfällen. 
1869 erhielt er das Ritterkreuz des Franz-Josephs-Ordens und 1886 den Orden der Eisernen Krone 3. Klasse. 1891 wurde er mit „Edler von Böhmersheim“ geadelt. 1890 war er einer der Gründer der Photographischen Gesellschaft in Wien.
Er war verheiratet mit Marie Kautz (1838–1889) und Vater des Geographen August Böhm von Böhmersheim. Seine Tochter Ella heiratete Wilhelm Suida.

## Schriften
- Allgemeine Therapie der Knochenbrüche, 1868
- Über Krankenhäuser, 1882, 2. Auflage 1889
- Zur Reformfrage der aerztlichen Branche und des Sanitätsdienstes in der k. k. österreichischen Armee, 1863
- Über Erkrankung der Gartnerschen Gänge, Archiv für Gynäkologie, Band 21, 1883
- Beiträge zu Albert Eulenburgs Real-Encyclopädie der gesammten Heilkunde. Erste Auflage.
  - Band 12 (1882) (Digitalisat), S. 665–734: Spital